# Tysiąc lat żarliwych modlitw
Tysiąc lat żarliwych modlitw (ang. A Thousand Years of Good Prayers) – amerykański melodramat z 2007 roku w reżyserii Wayne’a Wanga, zrealizowany na podstawie nowel Yiyun Li. Zdjęcia kręcono w stanach Idaho i Waszyngton.

## Fabuła
Pan Shi jest starszym, owdowiałym Chińczykiem, który po 12 latach przybywa do córki mieszkającej w USA. Kobieta chłodno go przyjmuje, ale pozwala mu zamieszkać u siebie. Na miejscu Shi dowiaduje się, że córka rozwiodła się, a potem związała się z Rosjaninem Borysem. Ale nie jest szczęśliwa. Ojciec decyduje się jej pomóc...

## Główne role
- Henry O – Pan Shi
- Pavel Lychnikoff – Borys
- Feihong Yu – Yilan
- Vida Ghahremani – Madam